# Motorový vůz Bzmot
Bzmot jsou nejrozšířenějšími maďarskými železničními motorovými vozy, jejichž konstrukce vycházela z českého vozu 810. V letech 1979 až 1986 bylo dodáno 207 motorových vozů v modifikované verzi také do Maďarska (205 pro MÁV a 2 pro GySEV). Přípojné vozy s označením Bzx byly do Maďarska dodávané od roku 1979 do roku 1981, v letech 1983 až 1986 pak ještě 100 vozů BDzx se služebním oddílem (96 pro MÁV a 4 pro GySEV).

## Verze
- MÁV Bzmot 001 – 207
- MÁV Bzmot 160 – 397
- MÁV Bzmot 398 – 420 „InterPici“
- MÁV 6312
- GYSEV Bzmot 501 – 502 (1981–1989)
- MÁV-HÉV 117 187 a 117 289